# Tahkuranna (gemeente)
Tahkuranna (Estisch: Tahkuranna vald) was een gemeente in de Estlandse provincie Pärnumaa. De gemeente telde 2389 inwoners (1 januari 2017) en had een oppervlakte van 103,9 km². Voor 1995 heette de gemeente Uulu. In oktober 2017 werd de gemeente bij de zuidelijke buurgemeente Häädemeeste gevoegd.
De hoofdplaats van de landgemeente Tahkuranna was Uulu. De grootste nederzetting was Võiste, dat de status van alevik (vlek) heeft. Daarnaast waren er acht dorpen, waaronder naast Uulu ook Tahkuranna, waar in 1874 de latere president Konstantin Päts werd geboren. Het in 1939 nog tijdens zijn regeerperiode en door hemzelf ingewijde Päts-monument werd in 1940 door de Sovjet-autoriteiten verwijderd en in 1989 opnieuw geplaatst.

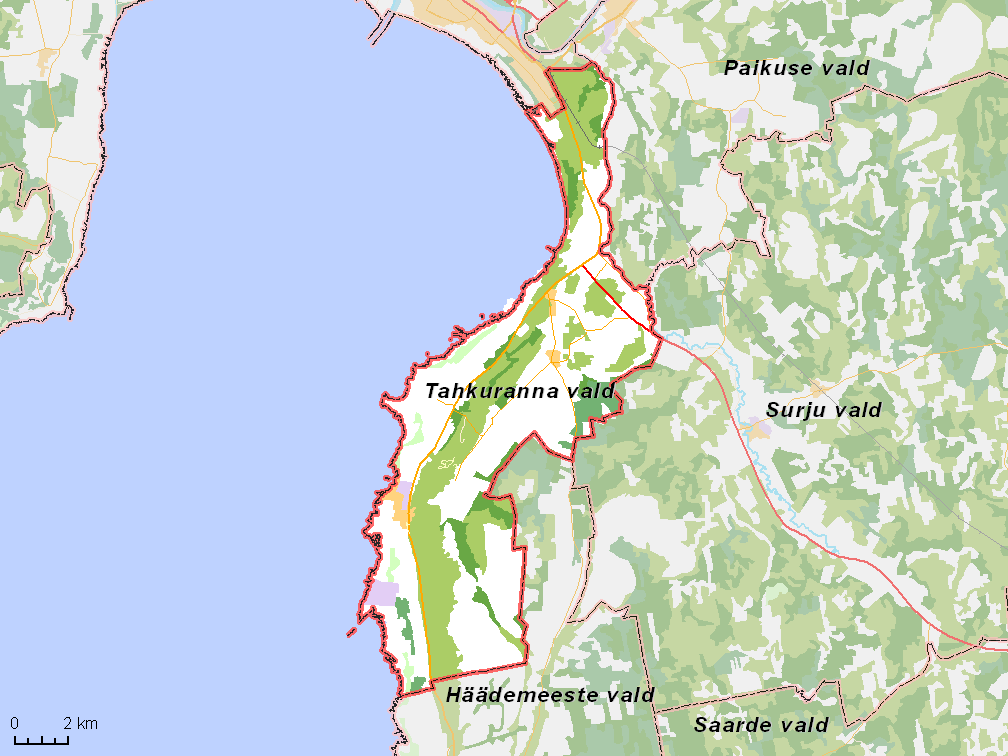
De gemeente met omliggende gemeenten, situatie begin 2017